# ده حاجی میرزاخان
ده حاجی میرزاخان، روستایی است از توابع بخش مرکزی شهرستان هیرمند در استان سیستان و بلوچستان ایران.

## جمعیت
این روستا در دهستان جهان‌آباد قرار داشته و براساس سرشماری سال ۱۳۸۵جمعیت آن ۱۹۶نفر (۳۶خانوار) بوده‌است.